# Javorinka (1166 m)
Javorinka (1166 m) – szczyt w Górach Lewockich we wschodniej Słowacji. Wznosi się w północno-wschodnim grzbiecie Repisko (1250 m), nad miejscowością Jakubany. Na Javorince grzbiet rozgałęzia się na dwa ramiona; 
- północne z wierzchołkiem 1102 m
- północno-zachodnie łączące Javorinkę ze szczytem Predné hory

Zbocza Javorinki odwadniane są przez 4 potoki: dopływ Kołaczkowskiego Poptoku (Kolačkovský potok). Šmidovský potok i dwa bezimienne potoki uchodzące do Jakubianki.
Javorinkę w większości porastają lasy, ale grzbiet łączący ją ze szczytem Predné hory jest bezleśny. Również duża część południowo-zachodniego stoku (od strony Jakuban) to tereny trawiaste. Są to dawne hale, ale od dawna nieużytkowane stopniowo zarastają lasem.